# 東立原創大賽
東立原創大賽是2013年～2016年由臺灣東立出版社每年主辦的漫畫與小說比賽，競賽內容分為少年漫畫組、少女漫畫組、輕小說組（第二屆後改為小說組）。

## 概要
東立出版社於「東立漫畫新人獎」、「東立少年短篇漫畫賞」和「東立少女短篇漫畫賞」後舉辦的創作競賽，受中華民國文化部輔助，分少年漫畫、少女漫畫、小說三個部門。
參賽作品必須為未曾公開發表過的「原創」作品，漫畫部門為32頁短篇漫畫，小說部門為6萬～12萬字的長篇小說並附上1千字的說明文。
參加者獲獎後，必須於2個月內與東立簽訂合約才能領取獎金，但同時東立會指派責任編輯協助創作並規劃作品連載、出版事宜。
2017年1月，東立宣布暫停舉辦2017年度的「東立原創大賽」，2013年～2016年共舉辦四屆的本大賽就此畫上休止符。

## 代言角色
每屆均由臺灣職業漫畫家設計形象代言角色。
1. 2013年（第一屆）[6]
三個代言角色：太陽、月亮、星星，分別代表少年、少女、小說。
設計者：彼依恩
2. 2014年（第二屆）[7]
以創作元素為主題設計的「原創偵探團」：熱血少年偵探、感性少女偵探，以及代表小說的博學貓博士。
設計者：致怡 +ZEI+
3. 2015年（第三屆）[8][9]
火和Ｇ筆尖刺青的紅色「布雷織 BLAZE」代表少年漫畫、花和筆尖刺青的黃色「金絲雀 CANARY」代表少女漫畫、翅膀和筆尖刺青的淺藍色「亞祖兒 AZURE」代表小說作品。
設計者：鮭魚仔 與 小鯊龍
4. 2016年（第四屆）[10]
英國漢柏格家族的「漢柏格二世」〔少年漫畫組〕、漢柏格的中學同學「多娜」（少女漫畫組）和KA獸「萊姆蘇打」（小說組）。
設計者：BIGUN

## 得獎名單
粗字為得獎者。若評審委員決議參賽作品未達水準，則該獎項從缺。

### 2013年（第一屆）
- 少年漫畫組：
  - 金賞：黃亞《白玉陵武簡》
  - 銀賞：木子李《家平的聯絡簿》
  - 佳作：陳漢明《地域藥鋪》
  - 佳作：銀甫《闇黑之貓》
- 少女漫畫組：
  - 金賞：目金十《純白的時光》
  - 銀賞：恩恩《那男孩》（東立表示，因作者另有規劃，之後官網與作品集均改為「從缺」[11]）
  - 佳作：金花魚《夜瓊華夢》
  - 佳作：Karako《戀音頻率》
- 輕小說組：
  - 金賞：Malo《無盡之風》
  - 銀賞：明日葉mingrye《二十五週的羈絆》
  - 銅賞：非瓴《蕩生哥與病嬌女》

### 2014年（第二屆）
- 少年漫畫組：
  - 金賞：Coin《蕈胞王冕》
  - 銀賞：黃道《蛋蛋～EGG～》
  - 佳作：ANDY《放羊的孩子》
  - 佳作：黑一《鋼鐵之血》
- 少女漫畫組：
  - 金賞：編劇：李秀賢／漫畫：李展玄《壺中的倒影》
  - 銀賞：原作：樂／漫畫：Luna《鯨魚與雷比特》
  - 佳作：月勳《星墜何方》
  - 佳作：Lin Shin《鸚鵡LOVE症候群》
- 小說組：
  - 金賞：從缺
  - 銀賞：鈴木先生《黑箱作業人》
  - 銀賞：LPR《狂飆戰爭》

### 2015年（第三屆）
- 少年漫畫組：
  - 金賞：星期一回收日《ONE TIMING！》
  - 銀賞：老哈《戰熊之歌 末代的巴薩卡》
  - 銀賞：嵐惡童《光之雙端》
- 少女漫畫組：
  - 金賞：九手《孔雀與虎》
  - 銀賞：DOJA《繁星鐵道之夜》
  - 銀賞：福噹《感謝有你》
- 小說組：
  - 金賞：從缺
  - 銀賞：值言《在戀愛遊戲中死掉，就再也沒辦法復活了喔！》
  - 銀賞：李洛克《賭徒列傳》

### 2016年（第四屆）
- 少年漫畫組：
  - 金賞：從缺
  - 銀賞：SAN《匠》
  - 銀賞：黑書人《人類樂園》
  - 銅賞：廖柏彥《拾荒者》
- 少女漫畫組：
  - 金賞：KUI《花與單翅蝶》
  - 銀賞：簡宮《只想為你拍照》
  - 銅賞：Xiao Lu《魔筆》
- 小說組：
  - 金賞：從缺
  - 銀賞：雨茶《諸願成就─巫女緣結於大正》
  - 銅賞：無胥《薩拉達之風》

## 出版
每屆過後，東立出版社均將該屆得獎作品以合集方式出版，內容除作品外，也包含得獎者訪問與專業漫畫家、編輯的評論等。
1. 《2013東立原創大賽作品集》，2013/10/02出版，ISBN 978-986-33-7453-4
2. 《2014東立原創大賽2作品集》，2014/10/09出版，ISBN 978-986-36-5919-8
3. 《2015東立原創大賽3作品集》，2015/10/06出版，ISBN 978-986-46-2234-4
4. 《2016東立原創大賽4作品集》，2016/10/07出版，ISBN 978-986-48-2000-9

## 註解／參考資料
1. 1 2 3  . 巴哈姆特電玩資訊站. 2013-01-22  [2016-03-10]. （原始内容存档于2013-08-19）.
2. 1 2  . 東立出版社.   [2016-03-10]. （原始内容存档于2019-06-01）.
3. ↑  首屆時漫畫部門為32頁或40頁，小說部門僅收第一回（約8千～1萬字）部分加上2千字的大綱。
4. 1 2 3  . 東立出版社.   [2016-03-10]. （原始内容存档于2020-02-23）.
5. ↑  . 東立出版社.   [2017-01-09]. （原始内容存档于2020-03-23）.
6. 1 2  . 台灣漫畫資訊網. 2013-08-15  [2016-03-09]. （原始内容存档于2016-03-11）.
7. 1 2  . 巴哈姆特電玩資訊站. 2014-08-10  [2016-03-09]. （原始内容存档于2016-03-10）.
8. ↑  . 東立出版社.   [2016-03-10]. （原始内容存档于2016-11-03）.
9. 1 2  . 巴哈姆特電玩資訊站. 2015-08-06  [2016-03-09]. （原始内容存档于2016-03-10）.
10. ↑  . 東立出版社.   [2016-03-10]. （原始内容存档于2016-10-22）.
11. ↑  . 星少女漫畫月刊官方部落格. 2013-10-04  [2016-03-10]. （原始内容存档于2020-03-23）.
12. ↑  . 巴哈姆特電玩資訊站. 2013-08-15  [2016-03-09]. （原始内容存档于2016-03-10）.
13. ↑  . 巴哈姆特電玩資訊站. 2016-08-11  [2016-08-15]. （原始内容存档于2016-09-21）.

## 內部連結
- 龍少年

## 外部連結
- 第一屆東立原創大賽首頁 （页面存档备份，存于）
- 第二屆東立原創大賽首頁 （页面存档备份，存于）
- 第三屆東立原創大賽首頁 （页面存档备份，存于）
- 第四屆東立原創大賽首頁 （页面存档备份，存于）